# أركاري مكزبر العرف
أركاري مكزبر العرف أو برزبان مكزبر العرف (الاسم العلمي: Pteroglossus beauharnaesii) (بالإنجليزية: Curl-crested Aracari)‏ هو نوع من الطيور يتبع جنس الأركاري من الفصيلة الطوقانية.

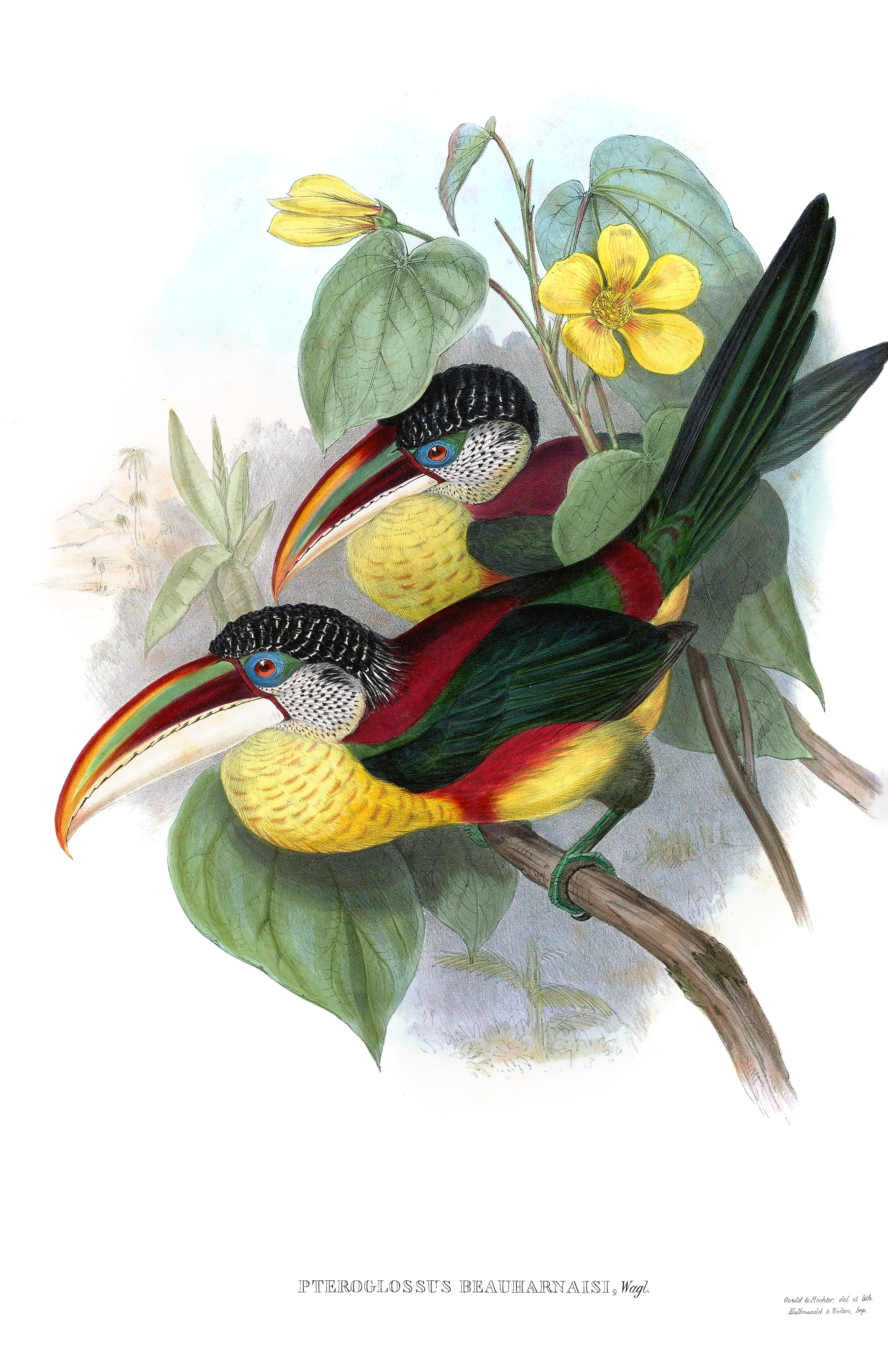
By Gould
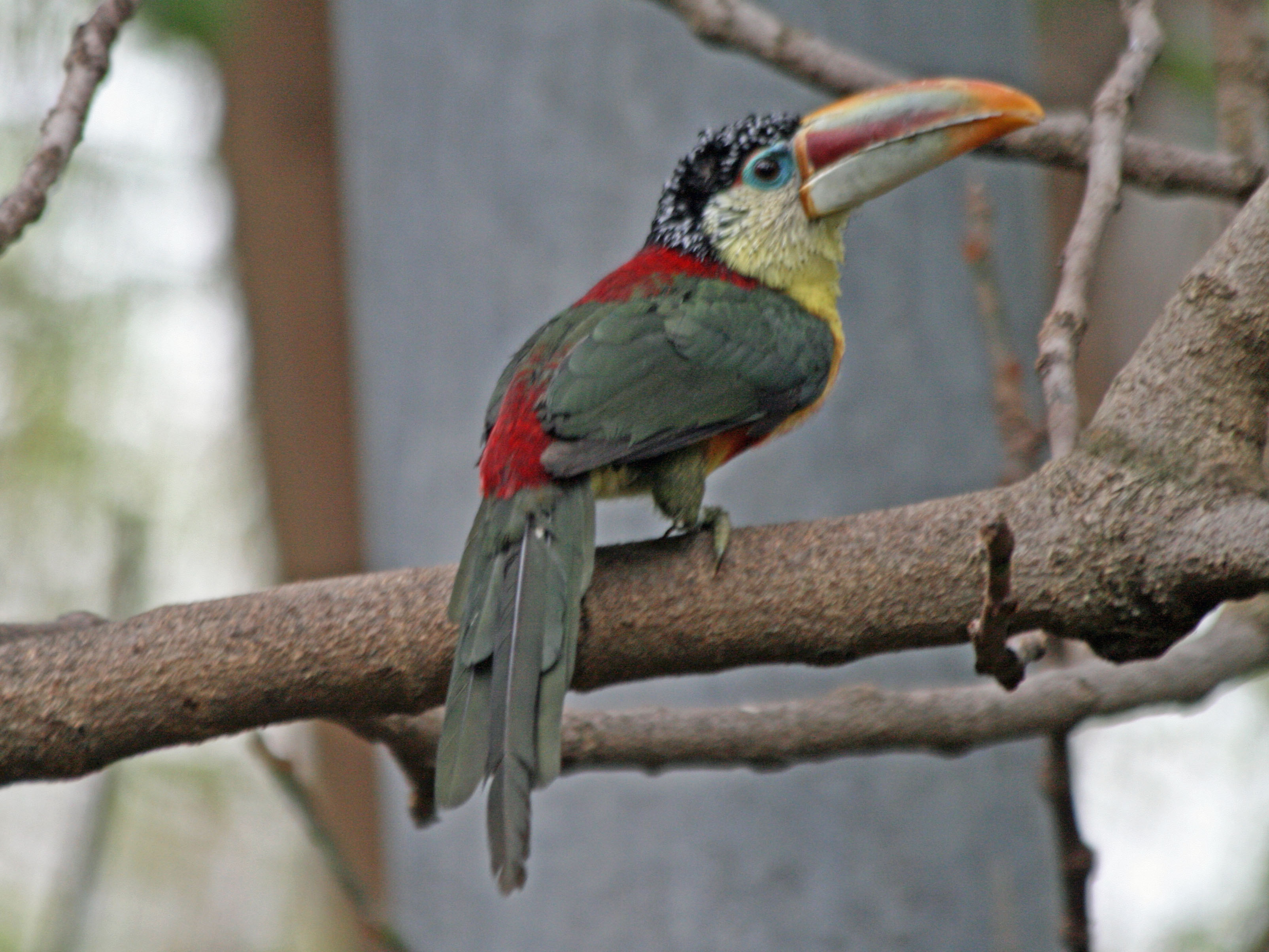
At حديقة حيوانات سان دييغو، USA
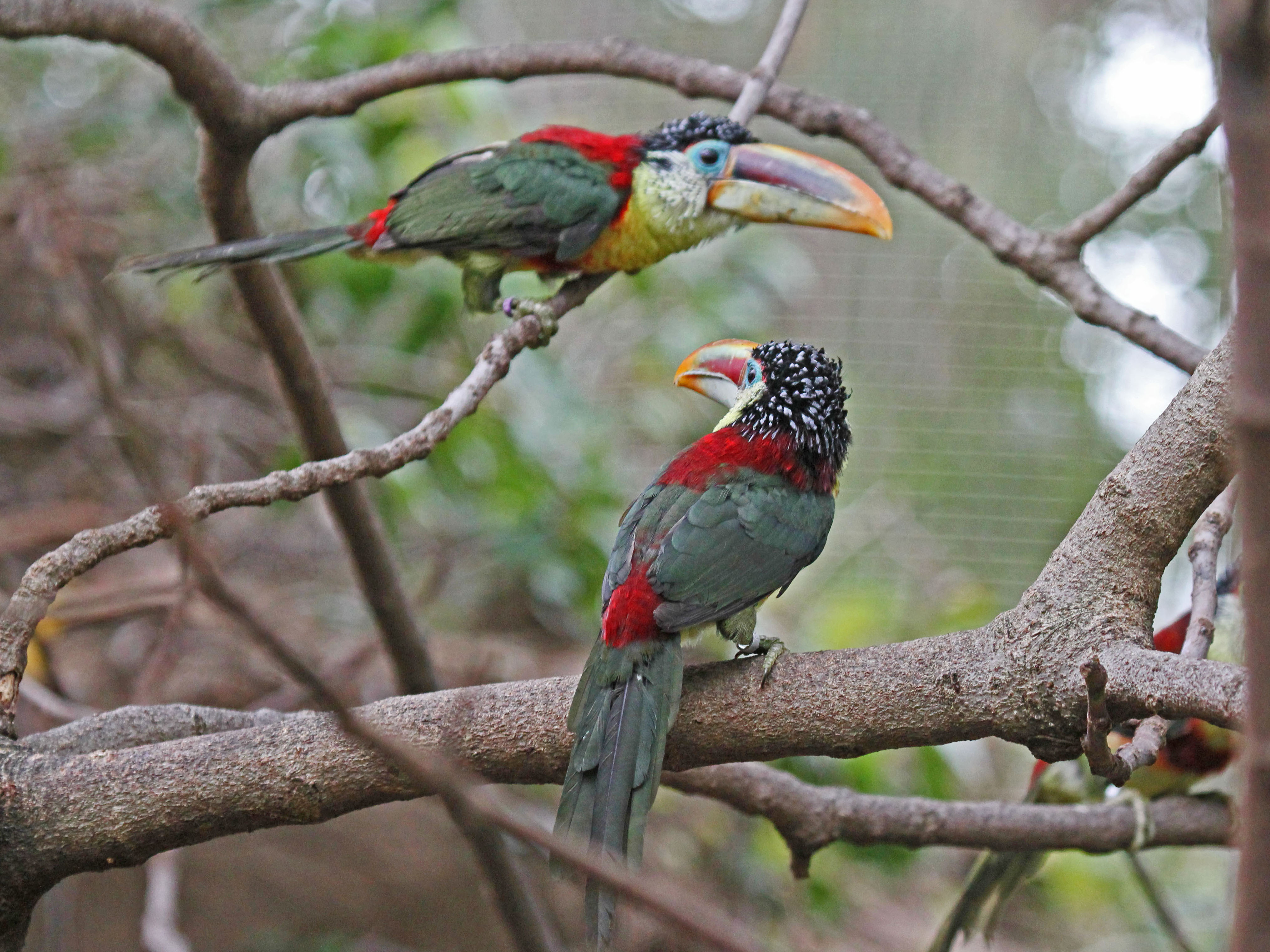
At حديقة حيوانات سان دييغو، USA